# Mungo Lady
Die Mungo Lady (auch bekannt als Mungo Woman oder Lake Mungo I) ist eine der ältesten Feuerbestattungen, 1969 entdeckt am Lake Mungo, New South Wales, Australien. Der Fund deutet auf ein komplexes Begräbnisritual in der frühen Geschichte der Menschen.

## Entdeckung
Entdeckt wurde Mungo Lady von Jim Bowler, jetzt Professor der University of Melbourne. Das Skelett wurde hauptsächlich von Alan Thorne an der Australian National University rekonstruiert und beschrieben. Mungo Lady war eine frühe Bewohnerin des Australischen Kontinents. Ihre Überreste gehören zu den ältesten anatomisch modernen Menschen, die in Australien gefunden wurden. Das Muster der Verbrennungsspuren deutet auf ein ungewöhnliches Ritual hin: Nach ihrem Tod wurde die Leiche verbrannt, zertrümmert und dann ein zweites Mal verbrannt. Man nimmt an, dass ihre Nachkommen sicherstellen wollten, dass sie nicht wiederkommen könne, um sie heimzusuchen. Sie war bei ihrem Tod etwa 19 Jahre alt. Das Alter der Mungo Lady wurde mittels Radiokohlenstoffdatierung zunächst mit verschiedenen Daten zwischen 20.000 und 26.000 BP bestimmt. Der Zustand der Gebeine ist schlecht, nur etwa ein Viertel ist erhalten. 1974 wurde 500 Meter entfernt das Skelett des etwa 1,96 Meter großen Mungo Man entdeckt. Nach Abwägung aller vorhandenen Daten wird derzeit davon ausgegangen, dass sowohl Mungo Man als auch Mungo Lady etwa 40.000 Jahre alt sind.

## Aktuelle Situation
Die Knochen von Mungo I wurden 1992 bedingungslos an die Aborigines (den Paakantji, Mathi Mathi und Ngiyampaa) zurückgeführt. Mungo Lady ist ein Symbol für die lange Besiedlungsgeschichte Australiens durch die Aborigines geworden und ein wichtiges Symbol für Archäologen und Aborigines. Mungo I ist jetzt im Mungo National Park Ausstellungszentrum in einem Safe. Dieser Safe hat zwei Schlösser und kann nur mit zwei Schlüsseln geöffnet werden. Einen Schlüssel besitzen Archäologen, den anderen Aborigines.